# ۱۰۷۸ (خورشیدی)
۱۰۷۸ هزار و هفتاد و هشتمین سال هجری خورشیدی است.